# Fiat Cinquecento
Fiat Cinquecento — городской автомобиль, разработанный компанией Italdesign Giugiaro (дизайнер — Джуджаро, Джорджетто) и выпускавшийся компанией Fiat с 1991 по 1998 год.

## Описание
Машина была разработана к концу 1991 года на замену Fiat 126. Это была первая модель Fiat, которая полностью производилась на заводе FSM в Польше, который к тому моменту был куплен компанией Fiat у польского правительства. В 1998 году на смену Cinquecento пришёл Seicento.
Модель Cinquecento выпускалась в единственном варианте кузова — 3-дверном хетчбэке, с коэффициентом лобового сопротивления 0,33. По сравнению с предыдущими моделями городских автомобилей компании Fiat, на машине стала устанавливаться независимая подвеска передних и задних колёс, передние дисковые тормоза, поперечные брусья в дверях, сминаемые зоны, оцинкованный кузов.

## Двигатели
В отличие от предшественника, Cinquecento был переднеприводным автомобилем. Первоначально машина предлагалась с двумя двигателями на выбор, позже к ним добавился двигатель FIRE(спортивный), объёмом 1,1 л. интересным фактом является то, что двигатель объёмом 704 куб. см. устанавливался продольно, все бо́льшие по объёму двигатели устанавливались поперечно, что делало модель одной из немногих с разным положением двигателя.

### 704 куб. см.
Самый маленький двигатель, предназначавшийся для продажи только в Польше был двухцилиндровый, объёмом 704 куб. см., мощностью 31 л.с., разработанный ещё для модели Польский Фиат 126 Бис, производство которой было остановлено с появлением Cinquecento. Чтобы двигатель подходил для переднеприводной машины, он подвергся основательной переработке, причём в результате коленвал стал вращаться в противоположную сторону!

### 903/899 куб. см.
Следующим по размеру был четырёхцилиндровый двигатель объёмом 903 куб. см., мощностью 40 л.с. — одна из версий двигателя, разработанного ещё для Fiat 850. (В свою очередь основанного на модели, объёмом 633 куб. см. разработанного в 1955 году для Fiat 600.) Двигатель был инжекторным, и входил в стандартную комплектацию для большинства рынков. В связи с налоговыми ограничениями в 1993 году объём двигателя был уменьшен до 899 куб. см. что слегка уменьшило и его мощность — до 39 л.с..

### 1108 куб. см.
Позже в 1995 году Cinquecento получил новую комплектацию «Sporting», которая получила не только новый двигатель 1108 куб. см. / 54лс. «FIRE» (двигатель, который устанавливался на младших моделях «Punto» того же года), но и более короткие передачи, а также спортивные сидения, тахометр и легкосплавные 13" диски и другие мелочи.

## Цена
| Модель               | Мощность, л. с. | Цена, DM |
| -------------------- | --------------- | -------- |
| Cinquecento S        | 40              | 14420    |
| Cinquecento Sporting | 55              | 16040    |